# RbAM Triunfo (R-23) 1947
RbAM Triunfo (R-23) 1947 foi um rebocador de alto-mar da Marinha do Brasil pertencente a Classe Tritão (USS Sotoyomo class).
O navio foi incorporado na Marinha dos Estados Unidos em  1945, e na Marinha do Brasil em 17 de setembro de 1947 a sua baixa aconteceu em outubro de 1985.